# Коњица
Коњица, или кавалерија (енгл. cavalry, рус. конница), је род војске чије јединице дејствују на коњу, користећи се његовом брзином и снагом ради повећања маневарске способности и ударне снаге, али се могу борити и пешке. Разлика између коњице и тзв. пешадије на коњу (енгл. mounted infantry - драгуни) је у томе што се коњица првенствено бори у седлу, док драгуни користе коње само као превозно средство, а боре се пешице. Значај и улога коњице мењали су се кроз историју, зависно од развоја оружја и опреме, стратегијских и тактичких концепција, организације и степена обучености коњаника и коња.
Иако су древне културе, након припитомљавања коња, релативно брзо препознале користи од њихове употребе у рату, коњица је у свом традиционалном облику настала тек у степама централне Азије, где је савршено одговарала потребама и могућностима локалних номадских народа. Многе земље су касније увеле коњицу, замењујући дотадашње бојне двоколице.
Коњица се у Европи развила тек у средњем веку, с развојем технологије и узгојем коња који су били погодни за ратовање. У то време, она је постала главни род војске, чија је акција често била одлучујућа у биткама и ратовима. Пешадија је повратила примат тек у новом веку, увођењем нове тактике и ватреног оружја.
Из тог разлога, коњица је почела постепено губити своје директне борбене улоге, тако да се средином 19. века користила углавном за извиђање, тзв. мали рат или гоњење пораженог непријатеља. Први светски рат коначно је указао на застарелост коњице у модерном добу, с обзиром на њене огромне логистичке захтеве, потпуно неоправдане у односу на њену борбену вредност. Иако је коњица коришћена у каснијим сукобима, све војске су је постепено укинуле, и замениле моторизоване и оклопне јединице, иако у неким деловима света коњица и даље игра корисну улогу због недостатка саобраћајне инфраструктуре.
Коњичке јединице у војскама данас играју искључиво церемонијалну улогу, док их полиција користи у сврху сузбијања уличних нереда.

## Период фаланге (стари век)
У старом веку, коњ се дуго употребљавао само за вучу бојних двоколица; касније је почео да се користи и за јахање, и то прво у централној Азији, његовој постојбини, где се међу номадским племенима и појављују прве коњице, у 9-10. веку п. н. е. Од цивилизованих народа, прву коњицу формирају Асирци у време Асурбанипала II (883-879. п. н. е.).
У односу на пешадију, коњица је у старом веку имала углавном помоћну улогу, изузев у Македонаца и Картагињана где је била готово равноправна са пешадијом. Њена бројност кретала се од 1/10 до 1/3 пешадије. Крајем старог века, због опадања борбене вредности пешадије и појаве азијских коњаника, улога коњице расте и у Европи, па се и број коњаника повећава.
Организација коњице била је различита. На Истоку су то најпре племенске скупине, а касније, у развијених држава, коњичке јединице деле се по декадном систему. Јахаћа опрема била је у почетку оскудна. Јахало се на голим коњима или на прекривачима од коже или сукна, пребаченим преко коњских леђа (седла се појављују тек у 4. веку п. н. е.) без узенгија, а управљало се простом уздом (често и без ње). Коњаници су стога у јуришима били нестабилни, нису могли да развију пуну брзину, па је и силина удара била слабија. Због тога је највећи део коњаника наоружан лаким, најчешће бацачким оружјем (стреле, џилити) и готово без икакве заштитне опреме. Мањи део располагао је оружјем за блиску борбу, имао кожну или металну заштитну опрему, и дејствовао ударом (код Асираца, Тебанаца, Македонаца, Картагињана и Парћана). Тако већ долази до поделе коњице на тешку и лаку.
У бици коњица је дејствовала у тактичкој вези са фалангом, на боковима или у позадини противника. Ван битке употребљавала се за извиђање, а код најразвијенијих војски и за гоњење.

### Асирија
Асирска коњица, прва у историји, јавља се у доба Асурнарсипала II (883-879. п. н. е.) и постепено потискује бојне двоколице. Наоружана је луком, а опрема коња састојала се само из украшеног оглава и дугог дизгина. Крајем 8. века постаје бројно јача; добивши кратке мачеве и ножеве, оспособљава се и за удар. У 7. веку добија бољу заштитну опрему (штит, верижна кошуља, кожне чакшире, чврсте чизме и шиљати шлем), а на коњска леђа стављају се и прекривачи. Један део коњице наоружан је копљем дугим 8 стопа и сабљом, а други, поред сабље, има и кратак лук.

### Персија
По Херодоту, персијску коњицу основао је Кијаксар у 6. веку п. н. е. Наоружана стрелама и мачевима, чинила је главну снагу персијске војске. У доба Дарија I (522-485) краљеву гарду чинило је 2.000 изабраних коњаника; наоружана копљем дугим 2 м, а делимично и мачевима (племство), и заштићена штитом и оклопом, гарда је представљала тешку коњицу, и обично се постројавала у центру борбеног поретка. Била је организована по декадном систему: борбени поредак образовале су скупине од 100 коњаника по фронту и 4 по дубини. У случају рата подизани су номади-коњаници, становници Иранске висоравни, наоружани луком и стрелом, ређе џилитом (кратко копље за бацање) и праћком, понеки мачем и ласом. Пошто је наоружање било претежно за борбу на даљини, то је и заштитна опрема ових коњаника била слаба - најчешће плетени штитови и понеки оклоп од металних плочица.
Коњаници су дејствовали расуто; постројавали су се на крилима поретка, али, недовољно дисциплиновани, нису се могли употребљавати за борбене задатке: пљачка их је одвлачила од битке, па је и експлоатација почетних успеха обично изостајала.
Око 513. п. н. е. Дарије предузима поход на Ските чији су изврсни коњаници, по Херодоту, јахали голе коње управљајући њима неком врстом улара и поводника од лике или коже. Главно оружје биле су им стреле са бронзаним или коштаним врхом, а имали су и копља, секире и ножеве. Носили су грудњаке од крљушти, ређе бронзе. Нападали су у скупинама у виду клина, под вођством најхрабријих. Кад би им се непријатељ приближио, нагло су се повлачили, окруживали га широким маневром и засипали стрелама са свих страна. То је и касније тактика свих номадских народа, названа партском (парћанском) тактиком.

### Грчка
Грчка коњица се до грчко-персијских ратова (492-449. п. н. е.) јаче развила само у Тесалији, где су услови за гајење коња били бољи, а донекле и у Беотији (Теба). После су јој почели придавати већи значај и Атињани и Спартанци. У Атини је пред Пелопонески рат (431-404) било 1.200 коњаника. У 4. веку п. н. е. коњица је попуњавана другом класом грађана који су могли набавити и издржавати коње. Тактичка јединица била је фила (φνλή) којом је командовао филарх (φνλαρχος), а целом коњицом 2 хипарха (ιππαρχος), сваки са 5 фила. У Спарти коњица је формирана у току пелопонеског рата, јачине 400 коњаника који се постројавају за борбу у квадратни бојни поредак.
У Тесалији и Теби, према врсти оружја и заштитне опреме, коњица се делила, углавном, на оклопљену и неоклопљену. Оклопљена, у ствари тешка коњица, способна за удар, била је наоружана копљем и дугим мачем, понекад и џилитом. Коњаници су имали шлемове, металне оклопе за горњи део тела, а бутине и десна рука били су им заштићени кожом. Носили су чизме са неком врстом мамуза. И коњи су били делимично оклопљени. Неоклопљена коњица обухватала је копљанике, и коњанике наоружане џилитима и луковима. Основна тактичка јединица била је ила (ιλη), јачине 64 коњаника, чији се борбени поредак састојао из 15 редова и 4 врсте по дубини, обично у облику ромбоида (Тесалци), погодног за заобилажење и напад у бок и позадину, или у облику колоне, погодне за пробој.
До пелопонеског рата грчка коњица играла је безначајну улогу, а затим се јаче осећа. Спартанци је употребљавају за напад на поколебане или разбијене хоплите или лаку пешадију. У Беоћана се тада остварује и садејство између коњице и лаке пешадије - иза сваког коњаника седи на коњу по један лаки пешак, који у борби брзо сјахује и подржава коњаника, или га, ако погине, замењује. Често коњица тесно садејствује са фалангом и својим маневром доприноси победи. Изненадна појава беоћанске коњице на десном крилу већ победничке атинске фаланге у бици код Делиона (424. п. н. е.) изазвала је панику и бекство Атињана. Значајнију улогу имала је тебанске коњица у доба Епаминоде: он је ставља у службу свог ударног (левог) крила, било да дејствује на боку као код Мантинеје, било пред фронтом као код Леуктре.

### Македонија
Македонску коњицу реорганизовао је Филип II и од ње створио род војске равноправан пешадији. Тешку, намењену за удар, образовали су племићи - хетери (έταίροι - пријатељи)', наоружани копљем мачем, заштићени оклопом и штитом. Попуна је била територијална. Сваки округ попуњавао је једну илу (у миру 64, а у рату 200-300 коњаника).
Лака коњица, сарисофори (σαρισοφόρος - копљоноша), наоружана копљима дугим око 3 м (σαρισα, сариса), била је намењена за извиђање, гоњење, предстражу, гоњење и демонстрације, али је учествовала и у бици. Док је грчка коњица дејствовала у тесном садејству са фалангом, македонска, као самосталан род војске, решава посебне задатке, дејствујући против коњице или пешадије, а понекад и решава битку. У бици код Херонеје (338. п. н. е.) бочни удар тешке македонске и тесалијске коњице, која је била на левом крилу под командом Александра, а приближне јачине као у Атињана и Тебанаца (2.000 коњаника), разбио је Тебанце.

### Рим
Римска коњица била је по броју и квалитету једна од најслабијих у старом веку. При крају 6. века п. н. е. Рим је, поред 84 центурије пешака, имао свега 6 центурија коњаника. Легија је имала 4.200 пешака, али само 300 коњаника. Касније се број коњичких центурија попео на 18. Коњаници су били наоружани копљем, а заштићени шлемом, кожним оклопом и штитом. У доба манипуларне фаланге (3. век п.н.е) коњица је формирана у турме (30 коњаника) од по 3 декурије. Коњица свих легија постројавала се на крилима фаланге (турме су образовале поредак обично у 5 врста) и штитила јој крила и бокова, али је употребљавана и за удар против непријатељеве коњице и у бок фаланге. Врло често су коњаници сјахивали за борбу пешке, па пошто би постигли успех, појахали би и даље се борили на коњима. Тада се у Риму ствара посебна каста витезова (лат. equites), који су, као богати људи, служили у коњици. Командант римске коњице (лат. magister equitum) био је у доба диктатуре први помоћник и заменик диктатора; коњицом легије командовали су префекти и трибуни.

## Превласт коњице (средњи век)
Распадом Западног римског царства и нестанком већих, централизованих држава, дисциплиноване пешадијске формације нестају са бојишта и коњица постаје главни род војске са одлучујућом улогом на бојишту.
Коњска опрема се усавршила: седла се већ увелико употребљавају, а од почетка 7. века и узенгије, па коњаници добијају чврст ослонац при јахању. То им омогућава лакше ношење и сигурнију употребу оружја у блиској борби, развијање највеће брзине при јуришима, па се и силина удара повећава. Почетком овог периода коњи се већ поткивају, што им олакшава кретање по каменитом и планинском земљишту, па коњица постаје оперативно покретљивија. Постепено се усавршава оружје, а заштитна опрема се стално побољшава, али постаје све тежа.
Најбољи примери коњице у средњем веку јесу тешка феудална коњица (витезови и оклопници) у Европи, и лака коњица Арабљана, Византинаца и источних номадских народа (Турци, Монголи).

## Период ватреног дејства са коња (1500—1650)
У апсолутистичким државама, које се формирају након средњег века, коњица, као и пешадија, постаје искључиво најамничка. Узастопни порази бургундских и француских витезова, најбољих у Европи тог доба, у сукобима са дисциплинованим стројевима швајцарских пешака-копљаника током бургундских и италијанских ратова (од 1475. до 1525) довели су до постепеног напуштања копља као главног оружја тешке коњице у Европи. На овај развој имало је утицаја и ватрено оружје.

### Аркебузири
Коњаници-стрелци постепено одбацују лук и самострел да би прихватили аркебузу, једну од првих врста ручног ватреног оружја. Прве коњанике аркебузире формирао је 1496. у Италији Камило Вители; од 1512. до средине 16. века прихваћени су и у Француској, али борили су се упоредо са тзв. жандармима, који још увек имају копља. Аркебузири су убрајани у тзв. средњу коњицу: имали су пројектилно оружје (као лака коњица) и оклоп (као тешка коњица). Оклоп раних аркебузира био је сличан витешком, са изузетком оклопа за ноге, који је замењен високим јахаћим чизмама (пошто су повреде на ногама биле реткост при борби на одстојању); касније је оклоп постао лакши. Немачки аркебузири у служби Хабсбуршке монархије истакли су се у борбама против Турака током 16. века ; против турске коњице бранили су се ватром с места. Почетком 17. века, када је карабин заменио аркебузу, коњаници наоружани ватреним оружјем називају се карабињери.

### Рајтери
У Немачкој, тешка најамичка коњица (тзв. црни коњаници) сасвим напушта копља већ средином 16. века (у шмалкалдском рату 1546-1555): уместо копља, њихово оружје постаје пиштољ и мач, а заштитну опрему чине шлем и делимични оклоп. У хугенотским ратовима (1562—1598) немачки коњаници, у Француској названи рајтерима (по немачкој речи за коњаника), постројени у квадратне поретке по 10 редова -ескадроне- уводе нову тактичку радњу - караколирање (пуцање у редовима и повлачење у позадину док се оружје не напуни), где пиштољска ватра долази до пуног изражаја у борби против тешко оклопљених витезова. У овим биткама немачки рајтери су у директном сукобу са француским жандармима доказали предности пиштоља над копљем: лакша обука, већи домет, лакши коњ и оклоп, рукује се једном руком док друга управља коњем. Непоузданост пиштоља надокнађивана је већим бројем (2—6) у сваког коњаника. Стога крајем 16. века копља готово нестају из наоружања европских коњица, а оклопи постају лакши због немогућности потпуне заштите од ватреног оружја - само су прсни оклопи могли бити довољно дебели да одбију метак.

### Кирасири
Крајем 16. века тешко оклопљене витезове постепено замењују коњаници само са прсним оклопом - кирасири, а тактику црних коњаника, караколирање, усвајају све коњице у Европи.
Од почетка 17. века тешку коњицу чине кирасири. У тридесетогодишњем рату (1618—1648) у шведској и царској војсци, наоружани су мачем и са 2 пиштоља, а заштићени шлемовима и прсним оклопима. У Русији су тешку коњицу чинили рејтари (рус. рейтары) у које су ступали великаши са својим коњем и сами се издржавали, а од државе су добијали мускете или карабине, пиштоље, мачеве, оклопе, барут и олово, неки и копља.

### Лака коњица

#### Карабињери
Карабињери су били део царске (немачке) војске у тридесетогодишњем рату (1618—1648), наоружани мачем, са два пиштоља и карабином, а од заштитне опреме имали су шлемове и прсне оклопе.

#### Драгуни
Када су се појавили, у другој половини 16. века, драгуни су обучавани и коришћени као пешадија на коњу, тј. за борбу пешице, док се у 17. веку убрајају у лаку коњицу. У тридесетогодишњем рату шведски драгуни Густава II Адолфа, наоружани мачем и секиром, а заштићени само шлемовима, борили су се пешке и на коњу. Драгуни царске војске, заштићени само шлемовима и наоружани делимично копљима и мачевима, а делимично мускетама и сабљама, са малим секирама на седлу, борили су се углавном пешке. У Русији су их попуњавали слободни људи, који од државе добијају коње и опрему (копља, мачеве, мускете, делове оклопа и верижне кошуље). Борили су се на коњу и пешке.

#### Хусариикозаци
Мађарски хусари и хрвати (хрватски хусари) били су такође лака коњица царске (хабзбуршке) војске. У 16. веку били су наоружани копљем и штитом, а у 17. веку сабљом, пиштољем и карабином. Неколико пукова хусара било је и у Француској, а козака (наоружаних копљем) у руској војсци.

## Период повратка на удар хладним оружјем (1650—1871)
Шведски краљ Густав II Адолф (1611—1632) извршио је знатне реформе у коњици: уочивши у тридесетогодишњем рату да караколирање против коњице решене на јуриш не води успеху, његови кирасири нападају сабљом у галопу, а пиштољ им служи као помоћно оружје. Једино прва врста може да испали по један метак, затим се одмах прелази на удар хладним оружјем; неиспаљени пиштољи чувају се за борбу прса у прса. Ватрену подршку јуришу врше одељења мускетара и пољска артиљерија. Током тридесетогодишњег рата, под притиском Швеђана, немачка (Хабзбурзи) и француска коњица укидају караколирање и прелазе на јуриш хладним оружјем.
У овом периоду апсолутистичке монархије прелазе на систем стајаћих војски у којем коњица у рату постаје главна маневарска снага, јер пешадија примењује круту линијску тактику. Њен однос према пешадији креће се од 1:6 до 1:3. И даље се дели на тешку и лаку, али оне се сада међусобно више разликују по тактичкој намени него по наоружању и опреми. Тешка коњица се користи у бици, а лака за извиђање, осигурање, гоњење, препаде, мали рат и маневар. У рату се појављују крупније коњичке јединице-пукови и бригаде, а крајем 18. века и дивизије. Због све јаче и прецизније пешадијске ватре, коњица се на бојишту мора кретати брже, па се постепено прелази на удар хладним оружјем у пуном трку. Ради већег ефекта напада, смањује се дубина борбеног поретка.
У тешку коњицу спадају кирасири, драгуни, карабињери, гренадири на коњу. Лаку коњицу чине хусари, улани (хусари са копљем), козаци, хрвати, бошњаци, пандури и фрајкори на коњу; у неких држава то су још увек нерегуларне трупе.

### Тешка коњица
Кирасири су наоружани мачем или сабљом (у Француској од 1679), са по 2 пиштоља и карабином; од заштитне опреме носе прсне оклопе. Крајем 18. века шведски и руски кирасири одбацују карабин, а шведски и оклоп.
Драгуни коначно престају да буду пешадија на коњу, већ постају врста коњице обучена и за борбу пешке. Стога негде почињу да се убрајају у средњу коњицу. Поред мача или сабље, имају по 2 пиштоља и карабин са бајонетом; шведски од 1702. и ручне гранате.
Карабињери и гренадири слично су наоружани, али први имају карабин без бајонета, а други пушку са бајонетом и ручне гранате.

### Лака коњица
Хусари обично имају криву сабљу, пиштољ и карабине; улани, бошњаци и козаци имају и копља.

### Организација
Ескадрон постаје тактичка и административна јединица јачине 100-180 коњаника; образују га 2 чете, касније 2-4 вода. Пукове чине 4-10 ескадрона са 1.000 до 1.500 коњаника. После седмогодишњег рата (1756—1763) ствара се и коњичка артиљерија.

## Период опадања и укидања (1871—1960)
У француско-пруском рату (1870—71) коњица је јуришала, уз много жртава (око половине људства) на пешадију и артиљерију, али без виднијих резултата. Постепено се сва коњица оспособљава и за борбу пешке, па постаје драгунског типа, мада се задржавају називи разних врста (кирасири, улани, хусари) које се више ни по наоружању не разликују: сабље и карабини су универзално оружје. У борби, због јаке пешадијске ватре, коњица је учествовала углавном пешке; на коњу је дејствовала само у нарочито повољним приликама.

### У Првом светском рату
Самосталну коњицу зараћених страна чинило је у почетку рата: 10 француских, 11 немачких, 11 аустроугарских, 36 руских, 2 турске и по 1 британска, белгијска и српска коњичка дивизија. Дивизије су располагале коњичком артиљеријом јачине дивизиона до пука и мањим бројем аутоматског оружја у саставу бригада.
Улога коњице на западном фронту свела се на извиђање и заштиту концентрације трупа током првих месеци рата (до битке на Марни), пре него што су ровови опасали фронт; затим се борила пешке, или је (код Немаца) пребачена на Источни фронт.
Већа пространства и ређи распоред трупа на источном фронту пружали су веће могућности за традиционално дејство коњице, али су и ту резултати били слаби: руска коњица била је неактивна, а немачка сувише малобројна, и дубоки продори коњицом нигде нису остварени због јаке пешадијске ватре. Било је више коњичких јуриша мањих јединица на обе стране, са великим губицима; до јединог коњичког боја већих снага у овом рату дошло је 21. августа 1914. код Јарославица: у пуном галопу сударила се руска 10. коњичка дивизија са аустроугарском 4. коњичком дивизијом; Руси су користили копља и сабље, а Аустријанци и Мађари само сабље. После жестике борбе прса у прса, аустроугарска дивизија је разбијена, а њена артиљерија заплењена.
По стабилизацији фронтова није више било много места за коњицу; у периоду позиционог рата 1915-17, Французи преформирају 4 коњичке дивизије у пешадијске, немачка коњица постепено се смањује због недостатка коња (1917. на источном фронту Немци су имали само једну коњичку бригаду, а у пролеће 1918. од преостале коњице формиране су 3 пешадијске дивизије), а сва аустроугарска коњица је већ 1917. преформирана у пешадију. Преостала коњица (француска, британска и руска) од 1915. држи се у стратегијској резерви (за експлоатацију пробоја) и ојачава аутоматским оружјем (4—6 митраљеза на сваки ескадрон) и оклопним аутомобилима.

### Између два рата (1918—1939)
Велике коњичке јединице коришћене су на обе стране у грађанском рату у Русији и совјетско-пољском рату, као и на далеком Истоку, у Другом кинеско-јапанском рату.

### У Другом светском рату
Пољска, СССР, Краљевина Југославија, Мађарска и Велика Британија (у колонијама) ушле су у рат са крупним коњичким јединицама, али је само пољска коњица коришћена у борби током инвазије на Пољску 1939.

### После Другог светског рата
Коњица је последњи пут употребљена у конвенционалном рату 1950. током Корејског рата, када се кинеска коњица сукобила са америчким оклопним јединицама (са релативним успехом). У ФНРЈ коњица је укинута 1955., а у већини армија до 1960.